# Jamaïque aux Jeux olympiques d'été de 1952

La participation de la Jamaïque aux Jeux olympiques d'été de 1952 est la 2e de son histoire sportive. Bien que représentée par une délégation de huit athlètes encore plus réduite qu’aux Jeux olympiques précédents où ils étaient treize, la Jamaïque fait merveille. Présents dans seulement deux sports (Athlétisme et cyclisme), les Jamaïcains rapportent en effet d’Helsinki cinq médailles dont deux en or. Un exploit qui permet à ce pays de se situer en 13e position au niveau mondial. En réalité, toutes ces médailles dorées au argentées proviennent de l’Athlétisme, conquises par quatre hommes : Arthur Wint, Leslie Laing, Herb McKenley, et George Rhoden. Arthur Wint et Herb McKenley ayant déjà triomphé sur les mêmes épreuves, quatre ans auparavant.

## Tous les médaillés
| Médaille                           | Nom                                                  | Sport      | Compétition |
| ---------------------------------- | ---------------------------------------------------- | ---------- | ----------- |
| Médaille d'or, Jeux olympiques     | George Rhoden                                        | Athlétisme | 400 m       |
| Médaille d'or, Jeux olympiques     | Arthur Wint Leslie Laing Herb McKenley George Rhoden | Athlétisme | 4 × 400 m   |
| Médaille d'argent, Jeux olympiques | Herb McKenley                                        | Athlétisme | 100 m       |
| Médaille d'argent, Jeux olympiques | Herb McKenley                                        | Athlétisme | 400 m       |
| Médaille d'argent, Jeux olympiques | Arthur Wint                                          | Athlétisme | 800 m       |

-

## Sources
- (fr) Tous les résultats officiels de 1952 sur le site du Comité international olympique
- (en) Bilan complet de la Jamaïque sur le site Olympedia.org